# Scott J. Dixon
Scott J. Dixon – doktor nauk medycznych, jako pierwszy opisał zjawisko ferroptozy w 2012, jako żelazo-zależnego, nie-apoptotycznego rodzaju śmierci komórki. Urodzony w Ottawie, w Kanadzie. Ukończył studia i uzyskał tytuł doktora (Ph.D.) nauk medycznych na Uniwersytecie w Toronto. Badał rozwój nerwowo-mięśniowy u Caenorhabditis elegans oraz Saccharomyces cerevisiae i Schizosaccharomyces pombe. Po studiach zajmował się badaniem sieci interakcji genetycznych drożdży (Uniwersytet w Toronto, 2007-2008), a następnie śmiercią komórek (Uniwersytet Columbia, 2008-2013). Scott otworzył swoje laboratorium na Uniwersytecie Stanforda w 2014 i jest adiunktem w Katedrze Biologii. Jest związany z inicjatywą ChEM-H, programem szkolenia doktorantów z Chemical/Biology Interface oraz Cancer Biology Graduate Program.
Poza laboratorium, Scott jest konsultantem firm biotechnologicznych i farmaceutycznych zainteresowanych zjawiskiem śmierci komórkowej.